# Paul Delgadillo
Paul Delgadillo (Jalisco, 9 september 1974) is een Mexicaans voetbalscheidsrechter. Hij is sinds 2008 aangesloten bij de wereldvoetbalbond FIFA. Ook leidt hij wedstrijden in de Mexicaanse nationale competitie en is hij een scheidsrechter bij de Noord-Amerikaanse voetbalbond.
Delgadillo leidde op 6 januari 2002 zijn eerste wedstrijd in het betaald voetbal in de Verano (thans Clausura geheten) van de Primera División de Mexico tussen Club Necaxa en Puebla FC (3–0). Zijn meeste competitiewedstrijden in één jaargang leidde Delgadillo in het seizoen 2014/15: zowel in de Apertura als in de Clausura werd hij aangesteld als arbiter, voor respectievelijk twaalf en veertien competitieduels. Delgadillo floot op 26 augustus 2009 zijn eerste wedstrijd in een internationaal clubtoernooi, de CONCACAF Champions League: het groepsduel tussen CD Marathón uit Honduras en San Juan Jabloteh uit Trinidad en Tobago eindigde in een 3–1 overwinning voor Marathón (vier gele kaarten, waarvan één omgezet in rood).
Op 3 september 2010 werd hij door de CONCACAF aangesteld voor zijn eerste interland: hij floot de vriendschappelijke interland tussen Panama en Costa Rica (2–2). Delgadillo leidde op 3 juni 2015 zijn derde interland, een oefenwedstrijd in het Estadio Rommel Fernández tussen Panama en Ecuador, dat zich voorbereidde op de Copa América. De wedstrijd eindigde in een 1–1 gelijkspel: Román Torres benutte voor Panama een door Delgadillo toegekende strafschop, nadat Fidel Martínez de score had geopend. Tien minuten voor tijd stuurde Delgadillo de Panamees Anibal Godoy met een rode kaart van het veld.

## Interlands
| Datum            | Wedstrijd                    | Uitslag | Competitie        | Kreeg geel | Kreeg voor de tweede keer geel en dus rood | Weggestuurd |
| ---------------- | ---------------------------- | ------- | ----------------- | ---------- | ------------------------------------------ | ----------- |
| 3 september 2010 | Panama – Costa Rica          | 2 – 2   | Vriendschappelijk | 5          | 0                                          | 0           |
| 2 juni 2013      | Verenigde Staten – Duitsland | 4 – 3   | Vriendschappelijk | 0          | 0                                          | 0           |
| 3 juni 2015      | Panama – Ecuador             | 1 – 1   | Vriendschappelijk | 2          | 0                                          | 1           |

## Statistieken
| Seizoen         | Competitie      | Wedstrijden | Kaarten    | Kaarten                                    | Kaarten     |
| Seizoen         | Competitie      | Wedstrijden | Kreeg geel | Kreeg voor de tweede keer geel en dus rood | Weggestuurd |
| --------------- | --------------- | ----------- | ---------- | ------------------------------------------ | ----------- |
| 2001/02         | Liga MX         | 5           | 29         | 2                                          | 3           |
| 2002/03         | Liga MX         | 15          | 77         | 2                                          | 9           |
| 2003/04         | Liga MX         | 22          | 91         | 1                                          | 3           |
| 2004/05         | Liga MX         | 7           | 35         | 2                                          | 1           |
| 2005/06         | Liga MX         | 12          | 76         | 3                                          | 1           |
| 2006/07         | Liga MX         | 26          | 156        | 14                                         | 5           |
| 2007/08         | Liga MX         | 22          | 131        | 7                                          | 9           |
| 2008/09         | Liga MX         | 25          | 133        | 3                                          | 6           |
| 2009/10         | Liga MX         | 15          | 77         | 4                                          | 6           |
| 2010/11         | Liga MX         | 23          | 116        | 2                                          | 8           |
| 2011/12         | Liga MX         | 13          | 56         | 5                                          | 5           |
| 2012/13         | Liga MX         | 6           | 30         | 1                                          | 2           |
| 2013/14         | Liga MX         | 20          | 70         | 2                                          | 8           |
| 2014/15         | Liga MX         | 30          | 109        | 6                                          | 8           |
| 2015/16         | Liga MX         | 13          | 48         | 0                                          | 1           |
| Carrière totaal | Carrière totaal | 254         | 1.234      | 54                                         | 75          |